# David John de Laubenfels
David John de Laubenfels (* 5. Dezember 1925 in Pasadena, Kalifornien; † 6. Februar 2016) war ein US-amerikanischer Botaniker und Geograph. Sein offizielles botanisches Autorenkürzel lautet „de Laub.“ Schwerpunkte seiner Arbeit waren „Environmental Geography“ sowie die Taxonomie der Nacktsamigen Pflanzen (Gymnospermae).

## Leben und Wirken
Laubenfels erhielt 1949 den A. B. in Geographie von der Colgate University in Hamilton (New York). Von der University of Illinois erhielt er 1950 den M. A. in Geographie sowie 1953 den Ph. D. in Geographie und Botanik.
Von 1953 bis 1958 war er Assistenzprofessor für Geographie, dann bis 1959 Associate Professor für Geographie an der University of Georgia in Athens. Von 1959 bis 1971 war er Associate Professor für Geographie an der Syracuse University in Syracuse (New York) sowie von 1971 bis 1993 Professor für Geographie ebendort. Ab 1993 war Laubenfels emeritiert, publizierte aber weiter. Er starb am 6. Februar 2016.

## Ehrungen
Von 1955 bis 1956 war Laubenfels Post-Doctoral Fellow der Johns Hopkins University. Nach ihm benannt ist die Pflanzengattung Laubenfelsia A.V.Bobrov & Melikyan aus der Familie der Steineibengewächse (Podocarpaceae).

## Werke

### Botanik
- The External Morphology of Coniferous Leaves. In: Phytomorphology. Band 3, 1953, S. 1–20.
- Parasitic Conifer Found in New Caledonia. In: Science. Band 130, 1959, S. 97.
- The Primitiveness of Polycotyledony Considered with Special Reference to the Cotyledonary Condition in Podocarpaceae. In: Phytomorphology. Band 12, 1962, S. 196–300.
- A revision of the Malesian and Pacific rainforest conifers, I. Podocarpaceae in parts. In: Journal of the Arnold Arboretum. Band 50, 1969, S. 274–314.
- The Vegetation Formations of Latin America. In: Revista Geog. Band 72, 1970, S. 96–138.
- Gymnospermes, Flore de la Nouvelle-Calédonie et Dépendances. 1972.
- Mapping the World’s Vegetation. 1975.
- The Taxonomy of Philippine Coniferae and Taxaceae. In: Kalikasan. Band 7, 1978, S. 117–152.
- Podocarpaceae. In: Flora de Venezuela. Band 11, 1982, S. 7–41.
- A Taxonomic Revision of the Genus Podocarpus. In: Blumea. Band 30, 1985, S. 251–279.
- Coniferales, Flora Malesiana. 1988.
- A Taxonomic Revision of the Genera Cycas and Epicycas. In: Blumea. Band 43, 1998, S. 351–400.
- A New Species of Podocarpus from the Maquis of New Caledonia. In: New Zealand Journal of Botany. Band 41, 2003, S. 715–718.

### Geographie, Sonstiges
- Where Sherman Passed By. In: Geog. Rev. Band 47, 1957, S. 381–395.
- A Geography of Plants and Animals. 1970.
- Ethnic Geography of the Neolithic. In: Mankind Quarterly. Band 22, 1981, S. 119–143.
- The Upper Palaeolithic Revolution. In: Mankind Quarterly. Band 23, 1983, S. 329–356.
- A Rift Relationship for Earthquakes in Eastern North America. In: Geog. Rev. Band 77, 1987, S. 196–208.
- It’s Hard to Believe in Infinity. 1992.